# Bataille de Kemp's Landing
Guerre d'indépendance des États-Unis
Batailles
Théâtre sud de la guerre d'indépendance des États-Unis (1775-1779)
- Gunpowder Incident
- Kemp's Landing
- Snow Campaign
- Savage's Old Fields
- Great Bridge
- Norfolk
- Moore's Creek Bridge
- Rice Boats
- Sullivan's Island
- Lindley's Fort
- Thomas Creek
- Frederica
- Alligator Bridge
- Prise de Savannah
- Beaufort
- Kettle Creek
- Brier Creek
- Stono Ferry
- Siège de Savannah

La bataille de Kemp's Landing est une escarmouche de la guerre d'indépendance des États-Unis qui s'est produite le 15 novembre 1775. Des compagnies de milice du comté de Princess Anne dans la Colonie de Virginie se sont rassemblées à Kemp's Landing pour contrer des troupes britanniques sous le commandement du dernier gouverneur colonial de Virginie, John Murray, comte de Dunmore, qui avaient débarqué à proximité de Great Bridge. Dunmore enquêtait sur des rumeurs qui faisaient état d'arrivée de troupes de Patriots venant de Caroline du Nord et qui se sont révélées fausses ; il décida à la place d'agir contre la milice du comté de Princess Anne, faisant échouer leur tentative d'embuscade et les mit en déroute.
Dunmore fit suivre la victoire par une lecture de sa proclamation déclarant la loi martiale et promettant la liberté aux esclaves appartenant aux propriétaires Patriots s'ils servaient dans l'armée britannique. Ceci accrut l'opposition à ses activités et il fut finalement contraint de quitter la Virginie.